# Montagnes Blue Ridge
Cet article possède un paronyme, voir Blue Mountain.
Les montagnes Blue Ridge ou montagnes Bleues (en anglais Blue Ridge Mountains, littéralement « montagnes du massif bleu ») sont une chaîne de montagne de l'est des États-Unis. Elles forment la partie orientale des Appalaches, et s'étendent sur 880 km de la Pennsylvanie au nord, à la Géorgie au sud, en passant par le Maryland, la Virginie-Occidentale, la Virginie, la Caroline du Nord, la Caroline du Sud et le Tennessee.
À l'ouest des Blue Ridge se trouve la Grande vallée des Appalaches (en), qui les sépare du reste du massif.
Les montagnes Blue Ridge sont appelées ainsi pour leur couleur bleuâtre quand elles sont observées de loin. Les arbres apportent le bleu grâce à l'isoprène dégagé dans l'atmosphère, donnant sa couleur distinctive à la brume caractéristique sur les montagnes.
À l'intérieur du massif se trouvent deux parcs nationaux : le parc national de Shenandoah au nord, et le parc national des Great Smoky Mountains au sud. Ces deux parcs sont reliés par la Blue Ridge Parkway, une route touristique de 755 km de long.

## Géographie
Les montagnes Blue Ridge présentent les plus hauts sommets de l'Est de l'Amérique du Nord au sud de l'île de Baffin. Environ 125 sommets dépassent les 1 500 mètres d'altitude. Le point culminant des Blue Ridge (et de toute la chaîne des Appalaches) est le mont Mitchell en Caroline du Nord à 2 037 mètres. En Caroline du Nord et au Tennessee, 39 sommets dépassent 1 800 mètres ; en comparaison, dans la partie nord de la chaîne des Appalaches, seul le mont Washington dans le New Hampshire s'élève au-dessus de 1 800 mètres.

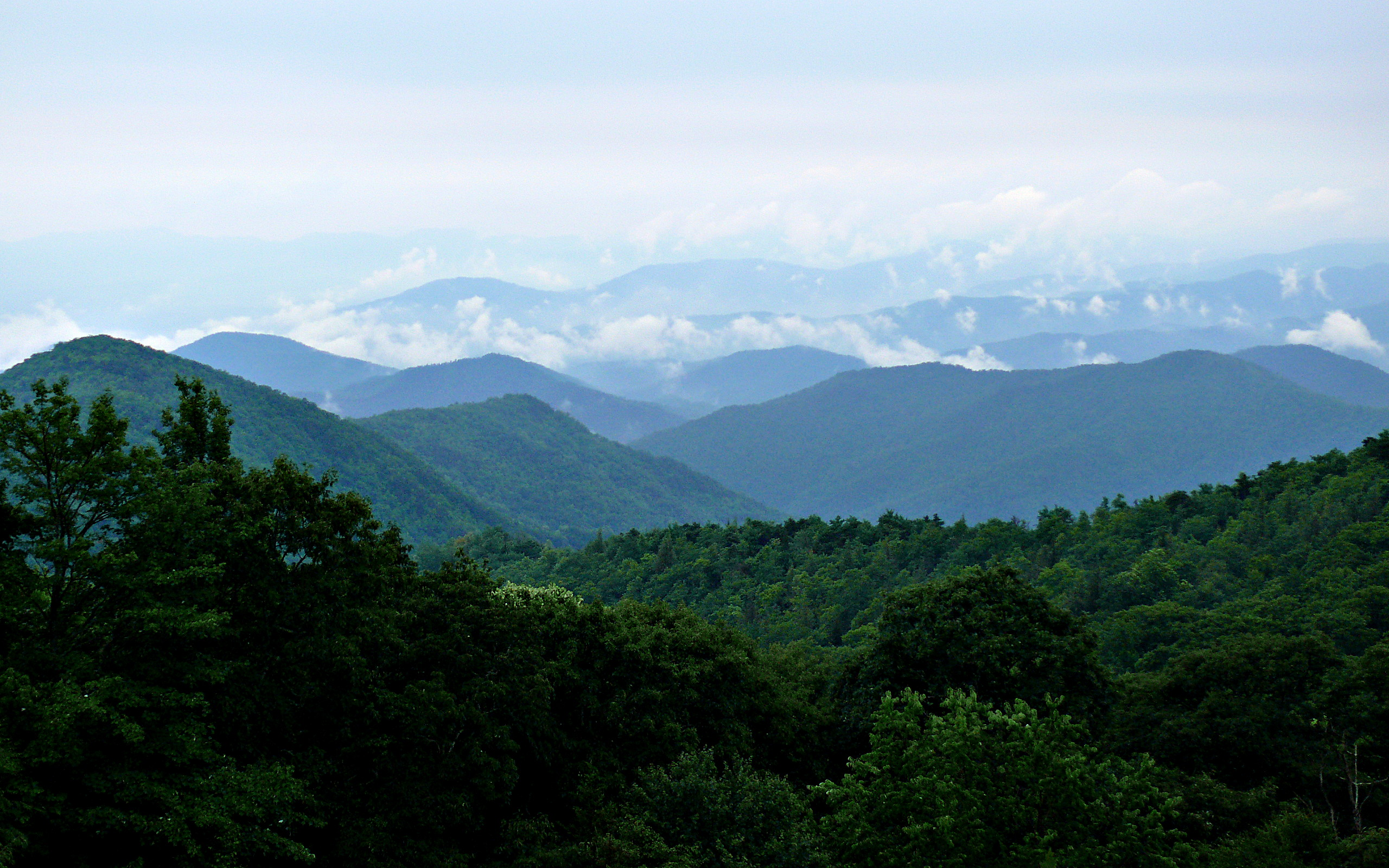
Paysage des montagnes Blue Ridge.
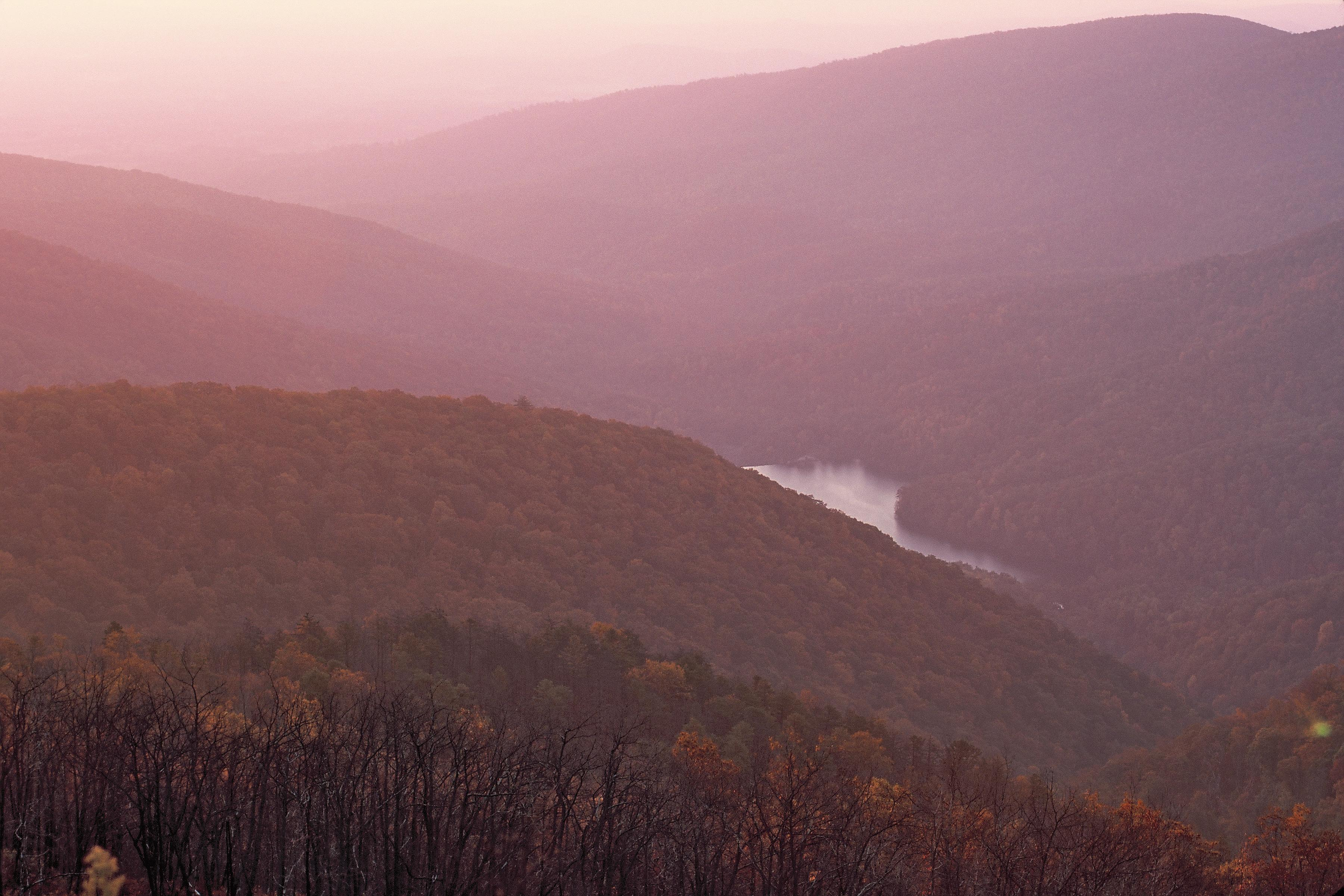
Le lac de barrage Charlottesville Reservoir.
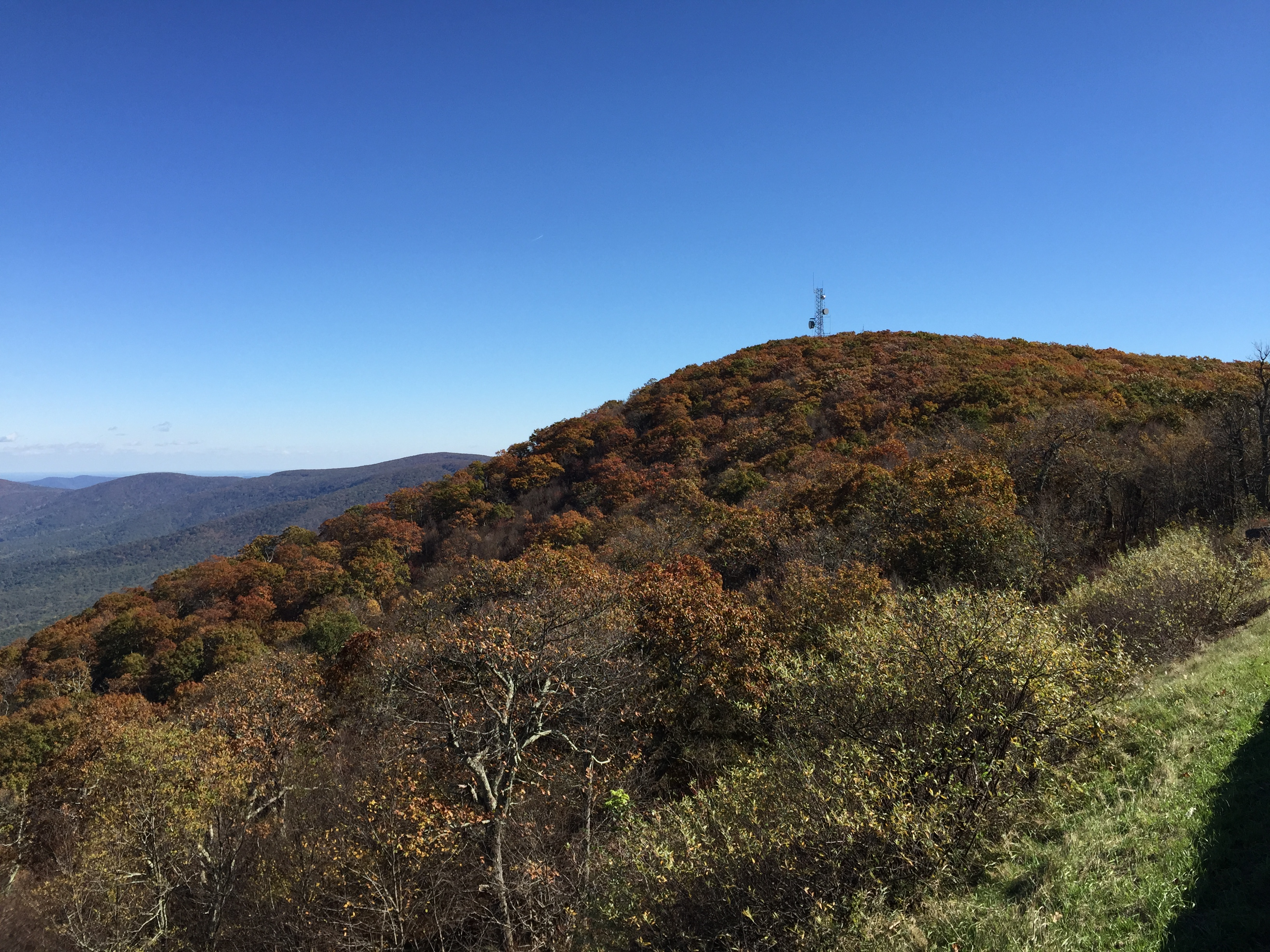
Vue de Hogback Mountain depuis l'est.
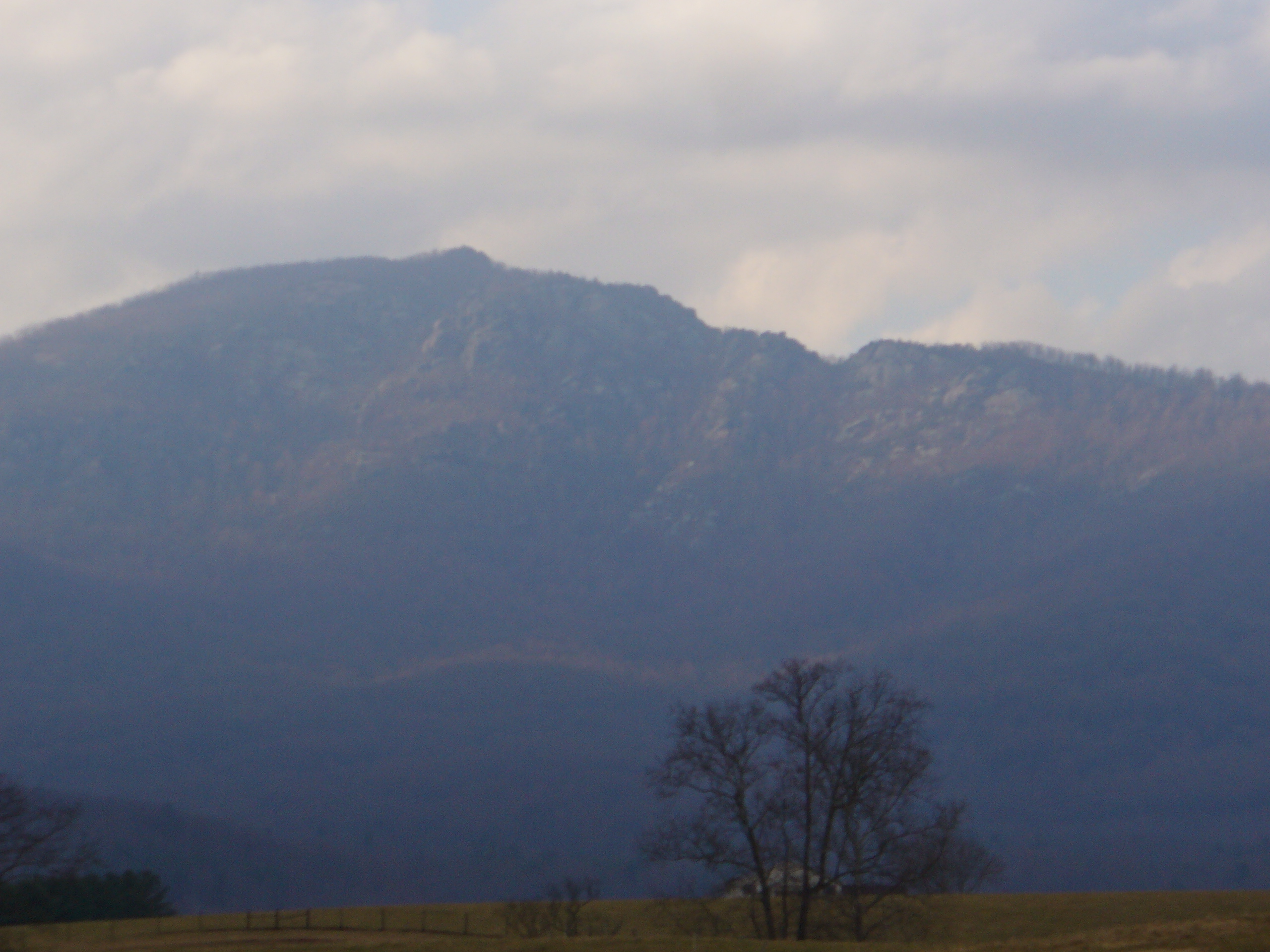
Old Rag Mountain.

## Formation
Les montagnes Blue Ridge ont commencé à se former au Silurien, 400 millions d'années BP. Il y a environ 320 millions d'années, l’Amérique du Nord et l’Europe entrent en collision, faisant s'élever les Blue Ridge. Au moment de leur émergence, les Blue Ridge étaient parmi les plus hautes montagnes du monde[réf. nécessaire] et atteignaient des hauteurs comparables à celles des Alpes. Désormais, en raison de la météorisation et de l'érosion sur des centaines de millions d'années, le sommet le plus élevé de la chaîne, le mont Mitchell, dépasse tout juste 2 000 mètres d'altitude mais reste le plus haut sommet à l'est du Mississippi.